# قرن (ناهنجاری)
قرن، قَرَن به فتح قاف و راء یک ناهنجاری در زنان است که طبق قوانین فقه و قانون مدنی ایران باعث فسخ نکاح می‌شود.

## تعریف قرن
این ناهنجاری در اصطلاح علم پزشکی چنین تعریف شده است: شاخی بودن یا وجود نسوج سخت فیبری غضروفی در مجرای مهبل که مانع از انجام اعمال زناشویی است، در این مورد با جراحی ترمیمی احتمال بهبود می‌رود. امروزه اختلالات خلفی مهبل را که مانع از دخول باشد تحت این عنوان بررسی می‌نمایند همانند واژینیسموس .
عده‌ای دیگر از فقها در تعریف این عیب گفته‌اند: قرن عبارت است از استخوان یا گوشت زائدی که در آلت تناسلی زن که مانع نزدیکی شوهر با او می‌گردد.

هرگاه این ناهنجاری گوشتی باشد آن را عفل می‌نامند.
نوعی دیگر از قرن «رَتَق» به فتح راء و تاء است که در فرج زن گوشت به نحوی روئیده باشد که محل و منفذی برای دخول آلت تناسلی مرد در آن وجود نداشته باشد.
سید حسن امامی در مورد این عیب می‌گویند: «قرن، استخوان زائدی است که در جلوی آلت تناسلی بعضی از زنان است، که مانع نزدیکی شوهر با او می‌گردد و در صورتی که آن زیادی از گوشت باشد آن را عفل گویند. به نظر می‌رسد که قرن در ماده اعم از عفل است زیرا اصطلاحاً هر یک از دو کلمه چنانچه به تنهایی استعمال شود شامل معنی دیگری می‌گردد. این ساختمان غیرطبیعی آلت تناسلی زن اگر چه به‌وسیلهٔ عمل جراحی پس از عقد به صورتی درآید که مانع از نزدیکی نباشد، حق فسخ شوهر زائل نمی‌گردد، زیرا حق مزبور به‌وسیلهٔ نکاح زنی که دارای وضعیت غیرطبیعی بوده به وجود آمده و در مورد تردید بقاء حق مزبور استصحاب می‌شود. به نظر می‌رسد که هرگاه عمل جراحی در رفع قرن طوری باشد که موجب تفویت استمتاع شوهر نگردد، حق فسخ او ساقط می‌شود زیرا فسخ برای جبران زیان است و زیان موجود نیست تا موجب فسخ باشد.»